# Laverda (entreprise)
Pour les articles homonymes, voir Laverda.
La société Laverda a été créée en 1873 par Pietro Laverda à San Giorgio di Perlena, une frazione de la commune de Fara Vicentino, dans la province de Vicence, en Vénétie, pour produire et commercialiser du matériel agricole, vinicole ainsi que des horloges pour clochers.
Laverda deviendra, au fil des ans, un des spécialistes mondiaux du machinisme agricole de très haute technologie et notamment les moissonneuses-batteuses. Laverda est connu dans le monde entier. Après avoir été intégré dans FiatAgri, puis dans Fiat-NewHolland, Laverda a dû être cédé après injonction de la commission antitrust européenne à la suite du rachat de l'américain Case par Fiat-New Holland en 1999.

## Historique
- 1873 : Création de la société Pietro Laverda dans la province de Vicenza (Nord-Est de l'Italie).
- 1905 : Transfert de l'activité industrielle à Breganze, à côté de Vicenza, l'effectif dépasse les cent salariés. Les premières moissonneuses voient le jour.
- 1919 : Après la Première Guerre mondiale pendant laquelle l'usine s'est convertie à la production d'engins militaires, la production de machines agricoles redémarre. La période des brevets débute également.
- 1930 : Le fondateur cède la direction de l'entreprise à ses petits-enfants — Pietro Jr et Giovanni Battista — qui engagent un processus de développement commercial et font de Laverda le premier constructeur d'Italie.
- 1934 : Laverda présente la première machine à faucher, la 48A.
- 1938 : La première moissonneuse-lieuse est présentée, la ML6.
- 1947 : Après la Seconde Guerre mondiale, la production de machines agricoles reprend et les ventes se développent en Europe. Parallèlement, la branche moto est créée par Francesco Laverda, le petit-fils de Pietro Laverda.

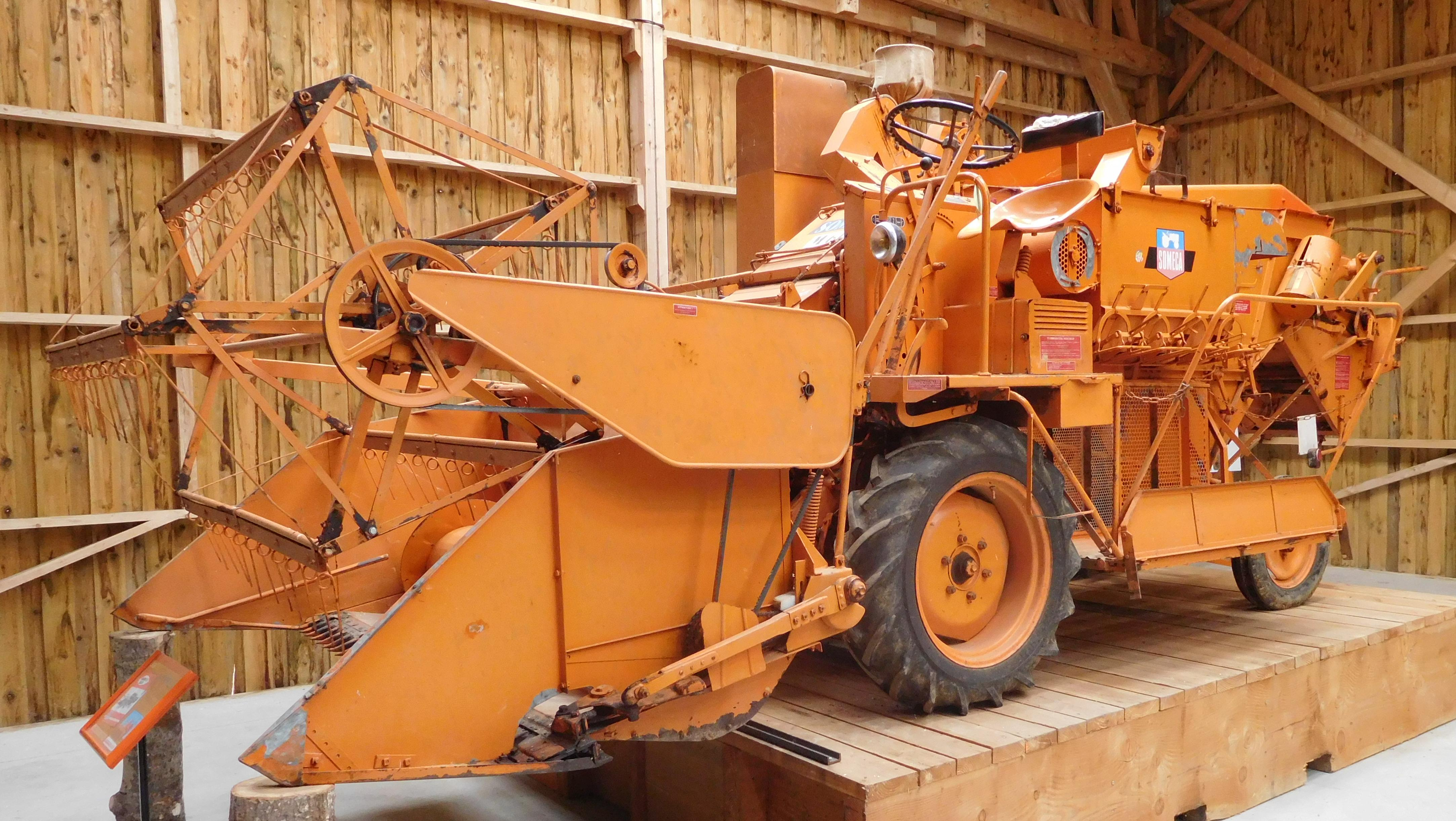
Moissonneuse-batteuse Laverda M60 aux couleurs de Someca.

- 1956 : Laverda présente sa première moissonneuse-batteuse autonome, la M60. Les ventes explosent sur tous les marchés, en Italie, en Europe en Asie et Amérique du Sud.
- 1963 : Les effectifs dépassent mille salariés répartis dans trois sites industriels, Laverda est présent dans plus de cinquante pays.
- 1967 : Laverda se lance dans le secteur des très grosses machines avec les modèles AFC 110 et AFC 150.
- 1971 : Laverda présente une moissonneuse-batteuse révolutionnaire, la première machine à inclinaisons transversale et longitudinale, la M100AL.
- 1973 : Laverda fête son centenaire.
- 1975 : Laverda poursuit son développement et devient leader en Europe.
- 1981 : Cette même année, Laverda lance la construction d'une nouvelle usine à Breganze et entre dans le groupe Fiat dans la division FiatAgri. La moissonneuse-batteuse géante M182 est dévoilée, c'est la première machine avec un contrôle électronique.
- 1983-1992 : Laverda devient le leader dans ses spécialités.
- 1993 : Laverda dépose le brevet du levelling system qui permet aux moissonneuses-batteuses de travailler sur n'importe quel terrain quelle que soit la déclivité. Laverda célèbre sa 50 000e moissonneuse-batteuse fabriquée.
- 1999 : Fiat NewHolland rachète l'américain Case. La commission de la concurrence européenne oblige la nouvelle holding ainsi créée, CNH Global (Case New Holland Global), à se séparer de Laverda.
- 2000 : Fiat cède à regret Laverda au groupe italien Argo qui possède déjà Landini, célèbre constructeur italien de tracteurs.
- 2002 : Après la reprise de Laverda, Argo rachète McCormick.

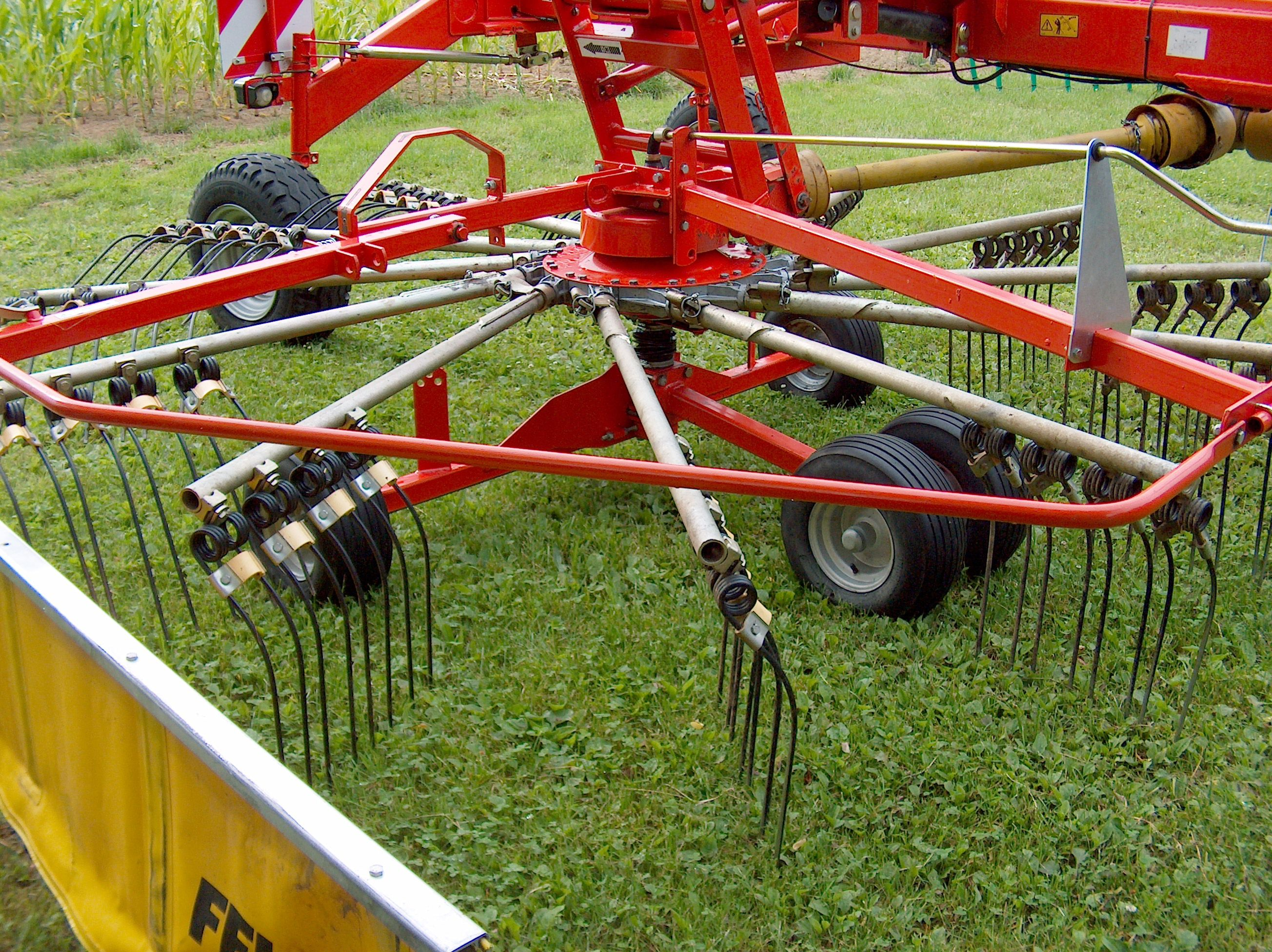
Andaineur Fella.

- 2004 : Laverda rachète l'allemand Fella-Werke.
- 2006 : Laverda lance une nouvelle génération, la série LCS, polyvalente et dotée d'une productivité accrue.
- 2011 : Argo revend Laverda et Fella-Werke à AGCO[1].